# Division 2 1969/70
Die Division 2 1969/70 war die 31. Austragung der zweithöchsten französischen Fußballliga. Zweitligameister wurde der OGC Nizza.

## Vereine
Teilnahmeberechtigt waren die 14 Vereine, die nach der vorangegangenen Spielzeit weder in die erste Division aufgestiegen waren noch ihre Lizenz – freiwillig oder gezwungen – abgegeben hatten; dazu kamen zwei Erstligaabsteiger.
Somit spielten in dieser Saison folgende 16 Mannschaften um die Meisterschaft der Division 2:
- zwei Mannschaften aus dem äußersten Norden (US Boulogne, US Dunkerque),
- zwei aus Paris beziehungsweise der Champagne (der in RFC Paris-Neuilly umbenannte RC Paris-Joinville, Stade Reims),
- zwei aus dem Nordosten (AS Nancy, Racing Club Franc-Comtois Besançon),
- zwei aus dem Westen (FC Lorient, FC Limoges),
- sieben aus dem Süden (FC Grenoble, Olympique Avignon, AS Aix, SC Toulon, AS Cannes, die beiden Absteiger OGC Nizza und AS Monaco),
- einer aus Korsika (Gazélec FC Ajaccio).

Einen direkten Auf- und Abstieg in Abhängigkeit vom sportlich erzielten Ergebnis gab es lediglich zwischen erster und zweiter Profi-Division; nach dem Zweiten Weltkrieg war über einige Jahre ein Abstieg in die dritthöchste Spielklasse eingeführt worden, der allerdings inzwischen nicht mehr in Kraft war. Ein Zweitdivisionär konnte also alleine in dem Fall absteigen, dass er seine Lizenz abgab oder sie ihm entzogen wurde. Bisherige Amateurmannschaften hingegen konnten auch weiterhin nur dann zur folgenden Saison in die Division 2 aufsteigen, wenn sie vom zuständigen Verband FFF die Genehmigung erhielten, professionellen Status anzunehmen.
Auch in dieser Saison gab es eine Relegation zwischen den am schlechtesten platzierten Erstligisten, die nicht direkt abstiegen, und den besten, nicht direkt aufstiegsberechtigten Zweitligisten.

## Saisonverlauf
Jede Mannschaft trug gegen jeden Gruppengegner ein Hin- und ein Rückspiel aus, einmal vor eigenem Publikum und einmal auswärts. Es galt die Zwei-Punkte-Regel; bei Punktgleichheit gab die Tordifferenz den Ausschlag für die Platzierung. In Frankreich wird bei der Angabe des Punktverhältnisses ausschließlich die Zahl der Pluspunkte genannt; hier geschieht dies in der in Deutschland zu Zeiten der 2-Punkte-Regel üblichen Notation. Die Punktspiele begannen am 13. August 1969, der letzte Spieltag fand am 17. Juni 1970 statt. Zwischen Anfang Dezember und Ende Januar gab es eine Winterpause, die witterungsbedingt deutlich länger ausfiel als ursprünglich geplant.
Der Wettstreit um erneut nur einen direkten sowie zwei Plätze in der Aufstiegsrelegation blieb in dieser Spielzeit insofern bis zum Saisonende spannend, als es bis dahin noch zwei chancenreiche Anwärter (Nizza und Nancy) auf Rang eins sowie lange auch einen Dreikampf (Avignon, Reims und Grenoble) um Rang drei gab. Dass sich nach dem 30. Spieltag dann sogar vier Mannschaften über den Aufstieg freuen konnten (siehe weiter unten), war zu diesem Zeitpunkt noch nicht absehbar gewesen. Am unteren Ende der Tabelle platzierten sich drei Mannschaften, von denen Toulon und Limoges in der vorangegangenen Saison noch im oberen Viertel des Klassements zu finden gewesen waren, während Besançon das letzte Mal acht Jahre zuvor auf einem einstelligen Tabellenrang abgeschlossen hatte.
In den 240 Begegnungen wurden 656 Treffer erzielt; das entspricht einem Mittelwert von 2,7 Toren je Spiel. Damit setzte sich der nur in der Vorsaison – möglicherweise durch die dort testhalber eingeführte Bonuspunktregelung für besonders torhungrige Teams – unterbrochene Negativtrend der 1960er Jahre fort. Die Torjägerkrone gewann Robert Blanc (Nancy) mit 21 Treffern, und auch dies bedeutete eine Einstellung des bis dahin niedrigsten Wertes.
Infolge des freiwilligen Abstiegs des FC Rouen und einer späten Verbandsentscheidung, die höchste Spielklasse auf 20 Teilnehmer aufzustocken, durfte in der folgenden Spielzeit nicht nur der sportlich in der Relegation gescheiterte AC Ajaccio weiterhin erstklassig antreten, sondern sogar Erstligaschlusslicht US Valenciennes-Anzin. Unter sportlichen Gesichtspunkten hätte der Relegations-Vierte Avignon ebenfalls noch den Aufstieg geschafft; diesen verwehrte der Verband den Südfranzosen mit der Begründung fehlender finanzieller Sicherheiten allerdings und bestimmte stattdessen den Viertplatzierten der Division 2, Stade Reims, zum Aufsteiger. Diese überraschende Wendung fand angesichts der großen Reimser Vergangenheit durchaus breite Zustimmung in der Öffentlichkeit; eine große Tageszeitung bezeichnete Stades Rückkehr in die erste Division damals als „Rückgabe des schönsten Ausstellungsstückes an das Museum des französischen Fußballs“.
In diesem Sommer 1970 kam es zu einer Reform der zweiten Liga, die in drei regionalen Gruppen à 16 Teilnehmern ausgespielt wurde; Hintergrund dafür waren insbesondere die in einer einzigen landesweiten Staffel relativ zu den geringen Zuschauereinnahmen hohen Reisekosten und allgemein die finanzielle Schwäche vieler Zweitdivisionäre. Um auf die Gesamtzahl von 48 Teilnehmern zu kommen, wurde das Prinzip einer reinen Profiliga aufgegeben und 1970/71 durch eine für Profis und Amateure gleichermaßen offene Spielklasse ersetzt, an der sogar zwei Reservemannschaften von Erstdivisionären (Strasbourg-Meinau und Sochaux) teilnahmen.

## Abschlusstabelle
| Pl. | Verein             | Sp. | S  | U  | N  | Tore    | Diff. | Punkte |
| --- | ------------------ | --- | -- | -- | -- | ------- | ----- | ------ |
| 1.  | OGC Nizza (A)      | 30  | 19 | 8  | 3  | 054:180 | +36   | 46:14  |
| 2.  | AS Nancy           | 30  | 20 | 5  | 5  | 077:310 | +46   | 45:15  |
| 3.  | Olympique Avignon  | 30  | 16 | 8  | 6  | 060:260 | +34   | 40:20  |
| 4.  | Stade Reims        | 30  | 16 | 5  | 9  | 044:310 | +13   | 37:23  |
| 5.  | FC Grenoble        | 30  | 13 | 10 | 7  | 055:360 | +19   | 36:24  |
| 6.  | US Boulogne        | 30  | 14 | 6  | 10 | 038:350 | +3    | 34:26  |
| 7.  | Gazélec FC Ajaccio | 30  | 12 | 5  | 13 | 042:390 | +3    | 29:31  |
| 8.  | AS Monaco (A)      | 30  | 10 | 8  | 12 | 038:440 | −6    | 28:32  |
| 9.  | US Dunkerque       | 30  | 10 | 7  | 13 | 030:420 | −12   | 27:33  |
| 10. | FC Lorient         | 30  | 9  | 7  | 14 | 032:370 | −5    | 25:35  |
| 11. | RFC Paris-Neuilly  | 30  | 7  | 11 | 12 | 028:370 | −9    | 25:35  |
| 12. | AS Aix             | 30  | 9  | 7  | 14 | 036:640 | −28   | 25:35  |
| 13. | AS Cannes          | 30  | 8  | 8  | 14 | 028:490 | −21   | 24:36  |
| 14. | SC Toulon          | 30  | 8  | 4  | 18 | 032:510 | −19   | 20:40  |
| 15. | Racing FC Besançon | 30  | 8  | 4  | 18 | 030:530 | −23   | 20:40  |
| 16. | FC Limoges         | 30  | 7  | 5  | 18 | 032:630 | −31   | 19:41  |

Platzierungskriterien: 1. Punkte – 2. Tordifferenz – 3. geschossene Tore

| (A) | Absteiger aus der Division 1 1968/69 |

## Relegationsrunde
Die Zweitdivisionäre trugen je zwei Barrages gegen die beiden Teilnehmer aus der ersten Division aus; Begegnungen zwischen Mannschaften aus der gleichen Liga gab es also nicht. Die beiden bestplatzierten Teams spielten üblicherweise in der folgenden Saison in der Division 1. Im Nachhinein erwies sich diese Relegation allerdings als wertlos (siehe oben). Durch die Aufstockung auf 20 Vereine für die folgende Spielzeit qualifizierten sich die drei besten Teams für die Division 1.
| Pl. | Verein                 | Sp. | S | U | N | Tore    | Diff. | Punkte |
| --- | ---------------------- | --- | - | - | - | ------- | ----- | ------ |
| 1.  | SEC Bastia (D1)        | 4   | 2 | 1 | 1 | 008:500 | +3    | 05:30  |
| 2.  | AS Nancy (D2)          | 4   | 2 | 1 | 1 | 005:400 | +1    | 05:30  |
| 3.  | AC Ajaccio D1          | 4   | 2 | 0 | 2 | 008:500 | +3    | 04:40  |
| 4.  | Olympique Avignon (D2) | 4   | 0 | 1 | 3 | 005:120 | −7    | 01:70  |

|                   | BAS | NAN | AJA | AVI |
| SEC Bastia        |     | 0:0 | –   | 4:2 |
| AS Nancy          | 2:0 |     | 3:1 | –   |
| AC Ajaccio        | –   | 3:0 |     | 4:0 |
| Olympique Avignon | 1:4 | –   | 2:0 |     |